# Assemblée nationale législative (Thaïlande, 2014)
24e législature de la Chambre des représentants
11e législature du Sénat 25e législature de la Chambre des représentants
12e législature du Sénat
L'Assemblée nationale législative (en thaï : สภานิติบัญญัติแห่งชาติ) est un ancien parlement monocaméral thaïlandais. Il est actif de la promulgation de la constitution intérimaire de 2014 jusqu'en avril 2017, au moment de l'entrée en vigueur de la constitution de 2016.

## Histoire
L'Assemblée nationale législative est créée par le Conseil national pour la paix et le maintien de l'ordre via la constitution thaïlandaise de 2014. Ce parlement monocaméral remplace alors l'Assemblée nationale de Thaïlande.
Chargée de rédiger une nouvelle constitution, elle rejette le 6 septembre 2015 un projet constitutionnel. Le 5 octobre 2015, l'armée nomme une nouvelle Commission chargée de rédiger un nouveau projet.
Le 16 février 2016, la junte annonce un référendum constitutionnel pour le 7 août 2016,. À la suite de l'entrée en vigueur de la constitution de 2016 en avril 2017, l'Assemblée nationale de Thaïlande est rétablie et l'Assemblée nationale législative dissoute. 